# Штаффельбах (Ааргау)
Штаффельбах (нім. Staffelbach AG) — громада  в Швейцарії в кантоні Ааргау, округ Цофінген.

## Географія
Громада розташована на відстані близько 60 км на північний схід від Берна, 13 км на південь від Аарау.
Штаффельбах має площу 8,9 км², з яких на 7% дозволяється будівництво (житлове та будівництво доріг), 53,2% використовуються в сільськогосподарських цілях, 39,2% зайнято лісами, 0,6% не є продуктивними (річки, льодовики або гори).

## Демографія
2019 року в громаді мешкало 1301 особа (+25% порівняно з 2010 роком), іноземців було 13,9%. Густота населення становила 146 осіб/км².
За віковим діапазоном населення розподілялося таким чином: 19,9% — особи молодші 20 років, 66% — особи у віці 20—64 років, 14,1% — особи у віці 65 років та старші. Було 565 помешкань (у середньому 2,3 особи в помешканні).
Із загальної кількості 377 працюючих 63 було зайнятих в первинному секторі, 157 — в обробній промисловості, 157 — в галузі послуг.